# Chronidae
Chronidae zijn een familie van weekdieren uit de klasse van de Gastropoda (slakken).

## Taxonomie
De volgende taxa zijn bij de familie ingedeeld:
- Chronos Robson, 1914
- Nesokaliella Gerlach, 1998[2]
  - Nesokaliella minuta Gerlach, 1998[2]
  - Nesokaliella intermedia Gerlach, 2001[3]
  - Nesokaliella subturritula (Nevill & Nevill, 1871)[4]
    - = Kaliella subturritula (Nevill, 1871)